# Hans le marin
Pour les articles homonymes, voir Wicked City.
Pour plus de détails, voir Fiche technique et Distribution.
Hans le marin est un film français réalisé par François Villiers, sorti en 1949, adaptation du roman éponyme d'Édouard Peisson.

## Synopsis
Éric, un marin canadien en escale à Marseille, est tombé amoureux de la belle Dolorès, une chanteuse et entraîneuse très volage. Lorsqu'elle le quitte, il se console avec la douce Tania, une jeune gitane diseuse de bonne aventure. Mais pris dans une rixe, Éric tue un homme et doit se cacher. Tania parvient à lui procurer de faux papiers au nom de Hans. Alors qu'il est sur le point de quitter Marseille à bord de son bateau, Dolorès revient. Pris entre son désir et sa colère, il finit par la tuer et se fait arrêter par la police.

## Fiche technique
- Titre : Hans le marin
- Réalisateur : François Villiers
- Scénario : François Villiers, Michel Arnaud et Marcel Cravenne, d'après le roman éponyme d'Édouard Peisson
- Dialogues : Jean-Pierre Aumont
- Photographie : Jean Bourgoin
- Musique : Joseph Kosma
- Montage : Henri Taverna
- Décors : Jean d'Eaubonne
- Son : Tony Leenhardt
- Directeur de production : Alexandre Kamenka, Sacha Kamenka
- Sociétés de production : Films Caravelle - Sagitta Films
- Format : Noir et blanc - 35 mm - 1,37:1 - Mono
- Pays d'origine :  France
- Genre : Film dramatique
- Durée : 95 minutes
- Date de sortie : 
  - France, 16 novembre 1949

## Distribution
- Jean-Pierre Aumont : Éric, un marin canadien
- Maria Montez : Dolorès, chanteuse et entraîneuse
- Lilli Palmer : Tania, une jeune gitane diseuse de bonne aventure
- Marcel Dalio : Aimé, un nervi
- Pierre Bertin : le monsieur sérieux
- Catherine Damet : une entraîneuse
- Roger Blin : un gitan
- Roland Toutain : le rabatteur
- Grégoire Aslan : le Brésilien
- Poupy Simon : Pierrot, un gosse rencontré sur le port de Marseille avec lequel Éric se lie d’amitié